# Heliocarpus appendiculatus
Heliocarpus appendiculatus är en malvaväxtart som beskrevs av Porphir Kiril Nicolai Stepanowitsch Turczaninow. Heliocarpus appendiculatus ingår i släktet Heliocarpus och familjen malvaväxter. Inga underarter finns listade i Catalogue of Life.

## Bildgalleri

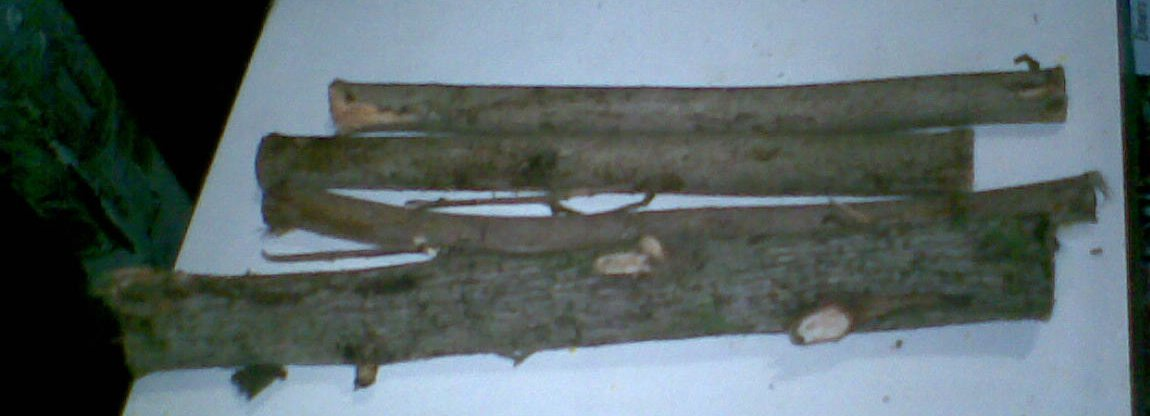